# Le Chevalier hors du temps
Pour plus de détails, voir Fiche technique et Distribution.
Le Chevalier hors du temps (A Knight in Camelot) est un téléfilm américain réalisé en 1998 par Roger Young, distribué par  Walt Disney Television, avec Whoopi Goldberg et Michael York. Il est inspiré du roman de Mark Twain, Un Yankee à la cour du roi Arthur (A Connecticut Yankee in King Arthur's Court).

## Synopsis
La physicienne Viviane Morgan est envoyée, avec son ordinateur portable et lecteur CD, au Moyen Âge, à la cour du roi Arthur à Camelot, lors d'un dysfonctionnement de la machine sur laquelle elle travaillait. Alors qu'elle est condamnée à être brûlée vive, elle découvre que ce jour-là doit avoir lieu une éclipse solaire. Avec ses "pouvoirs magiques", elle fait donc "réapparaître" le soleil, et est de ce fait anoblie par le roi et faite Chevalier, sous le nom de "Messire Patronne" : elle peut désormais s'asseoir, avec les autres Chevaliers, à la Table Ronde. Elle commence alors à moderniser la vie quotidienne de la cour.

## Fiche technique
- Titre original : A Knight in Camelot
- Titre français : Le Chevalier hors du temps
- Réalisation : Roger Young
- Scénario : Joe Wiesenfeld, d'après le roman A Connecticut Yankee in King Arthur's Court de Mark Twain
- Photographie : Elemer Ragalyi
- Musique : Patrick Williams
- Montage : Benjamin Weissman
- Sociétés de production : Rosemont Productions, Walt Disney Television
- Pays d'origine : États-Unis
- Langue originale : Anglais
- Durée : 90 minutes
- Année : 
  -  États-Unis : 8 novembre 1998
  -  France : 26 novembre 1999 sur Disney Channel[1]

## Distribution
- Whoopi Goldberg (VF : Maïk Darah)  : Dr. Viviane Morgan
- Michael York (VF : Hervé Bellon) : le roi Arthur
- Paloma Baeza : Sandy
- Simon Fenton (VF : Denis Laustriat) : Clarence
- James Coombes (VF : Gabriel Le Doze) : Messire Lancelot
- Robert Addie (VF : Mathieu Buscatto) : Messire Sagramor
- Ian Richardson : Merlin
- Amanda Donohoe (VF : Juliette Degenne) : la reine Guenièvre